# Talk op Platt
Talk op Platt war eine Talkshow auf Plattdeutsch, die von 1982 bis 2006 mit mehr als 150 Folgen vom Norddeutschen Rundfunk (NDR) produziert und ausgestrahlt wurde.
Im April 1982 wurde die erste Sendung mit den Platt-Talkern Ewald Christophers, Dirk Römmer und Gerlind Rosenbusch in Westerloy im Ammerland aufgezeichnet und ausgestrahlt.
Römmer beendete 1991 seine Tätigkeit als Moderator. Uwe Michelsen war in der Zeit von 1990 bis 1992 als Moderator dabei. 1995 kam Falko Weerts als Nachfolger von Ewald Christophers in die Sendung. Am 16. Mai 2004 kam Kerstin Kromminga als Nachfolgerin von Gerlind Rosenbusch.
Von Anfang an betrug die Sendezeit für eine Folge 90 Minuten.
2003 wurde Talk op Platt mit dem Heinrich-Schmidt-Barrien-Preis ausgezeichnet.
2004 wurde die Sendung umgestellt. Sie dauerte nun nur noch 60 Minuten, kam nicht mehr am Sonntagabend, sondern sonntagnachmittags und war auch nicht mehr komplett als Talkshow konzipiert. Seitdem gab es auch Reportage-Elemente. 
2006 wurde Talk op Platt zum letzten Mal ausgestrahlt. Als Ersatz ist Die Welt Op Platt mit Yared Dibaba und Julia Westlake ins Programm des NDR aufgenommen worden.